# Conus pergrandis
Conus pergrandis е вид охлюв от семейство Conidae. Видът не е застрашен от изчезване.

## Разпространение и местообитание
Разпространен е в Австралия (Куинсланд), Нова Каледония, Папуа Нова Гвинея, Провинции в КНР, Тайван и Филипини.
Обитава крайбрежията на морета. Среща се на дълбочина от 280 до 595,5 m, при температура на водата от 8,1 до 17,4 °C и соленост 34,6 – 35,5 ‰.